# Visconde de Oliveira
Visconde de Oliveira é um título nobiliárquico criado por D. Luís I de Portugal, por Decreto de 22 de Julho de 1886, em favor de Manuel Maria da Costa Leite.
Titulares
1. Manuel Maria da Costa Leite (1813–1896), 1.º Visconde de Oliveira.